# Вятский художественный музей имени В. М. и А. М. Васнецовых

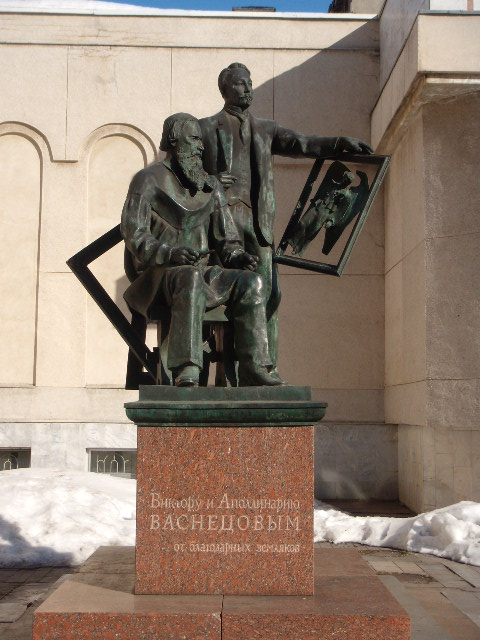
Памятник «Виктору и Аполлинарию Васнецовым от благодарных земляков» перед зданием Вятского художественного музея им. братьев Васнецовых, 1992 год. Скульптор — Ю. Г. Орехов, архитектор — С. П. Хаджибаронов

Вятский художественный музей имени В. М. и А. М. Васнецовых — крупнейший художественный музей Кировской области, первый художественно-исторический музей на Севере и Северо-Востоке России.

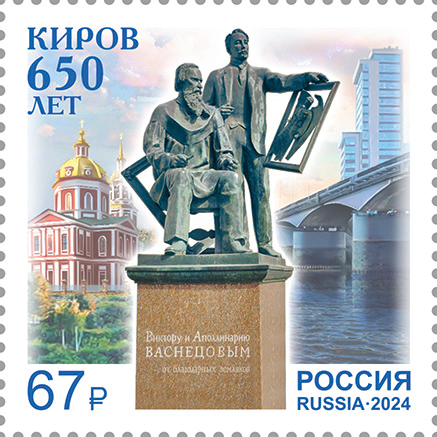
Марка Почты России, 2024 год.

## История
Музей был открыт в Вятке 5 [18] декабря 1910 года усилиями Вятского художественного кружка по инициативе братьев Виктора и Аполлинария Васнецовых. Первоначально музей имел художественно-историческую направленность.
Членами Вятского художественного кружка были историк искусства Н. Г. Машковцев, художники А. В. Исупов, Н. Н. Румянцев, Н. Н. Хохряков, скульптор З. Д. Клобукова, художник-фотограф С. А. Лобовиков.
После революции музей был передан в ведение губернского отдела народного образования на основании Декрета СНК «Об организации дела народного образования в Российской республике» от 27 июня 1918 года. С 8 ноября 1918 года у музея новое название: «Вятский губернский музей искусства и старины». Через шесть лет, в 1924 году, он был переименован в Вятский государственный областной музей. С марта 1931 года музей вошел в состав Вятского государственного музейного объединения на правах художественного отдела. В 1934 году была восстановлена самостоятельность музея, и он был переименован в Кировский краевой художественный музей, а в 1936 году — в Кировский государственный областной художественный музей. На основании Постановления президиума ВЦИК от 8 сентября 1936 года музею было присвоено имя А. М. Горького. В 1989 году музею было присвоено имя братьев Виктора и Аполлинария Васнецовых, а с 2010 года, 100-летнего юбилея со дня своего основания, полное название музея звучит как Кировское областное государственное бюджетное учреждение культуры «Вятский художественный музей имени В. М. и А. М. Васнецовых»

## Здания

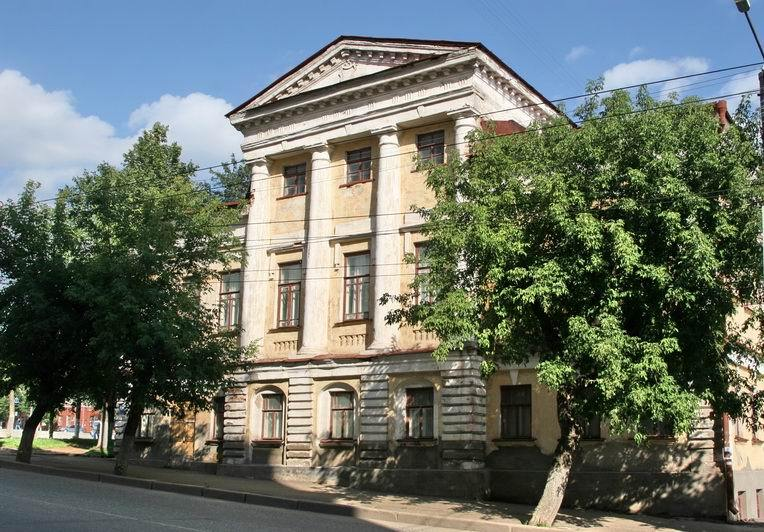
Репинский особняк

Первоначально музей располагался в особняке купца И. Репина (арх. М. Анисимов, 1815 год) на Хлебной (затем Конституции, ныне Театральной) площади Вятки. В 1992 году рядом со старым зданием возведено новое (арх. В. Борцов, В. Кропачев), на месте разобранного деревянного кинотеатра «Колизей». Между двумя зданиями установлен памятник братьям Васнецовым «от благодарных земляков», созданный народным художником России Ю. Г. Ореховым и заслуженным архитектором РСФСР С. П. Хаджибароновым.

## Фонды

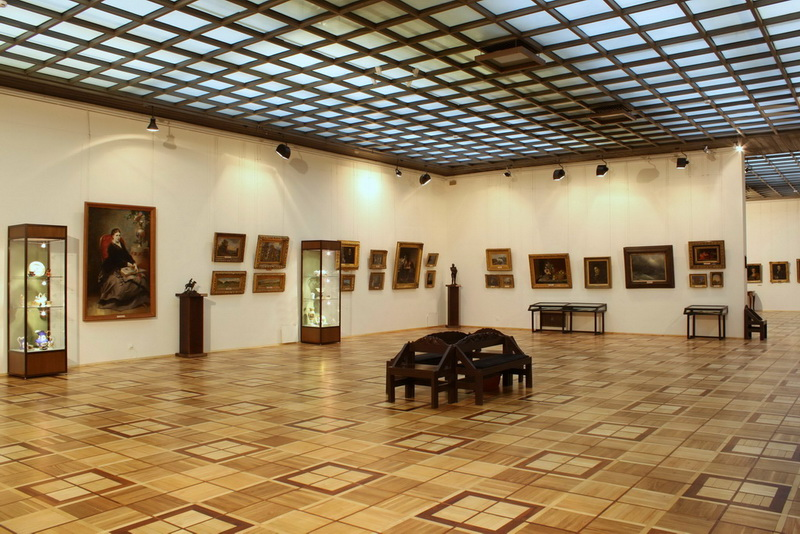
Зал постоянной экспозиции Вятского художественного музея в XXI веке.

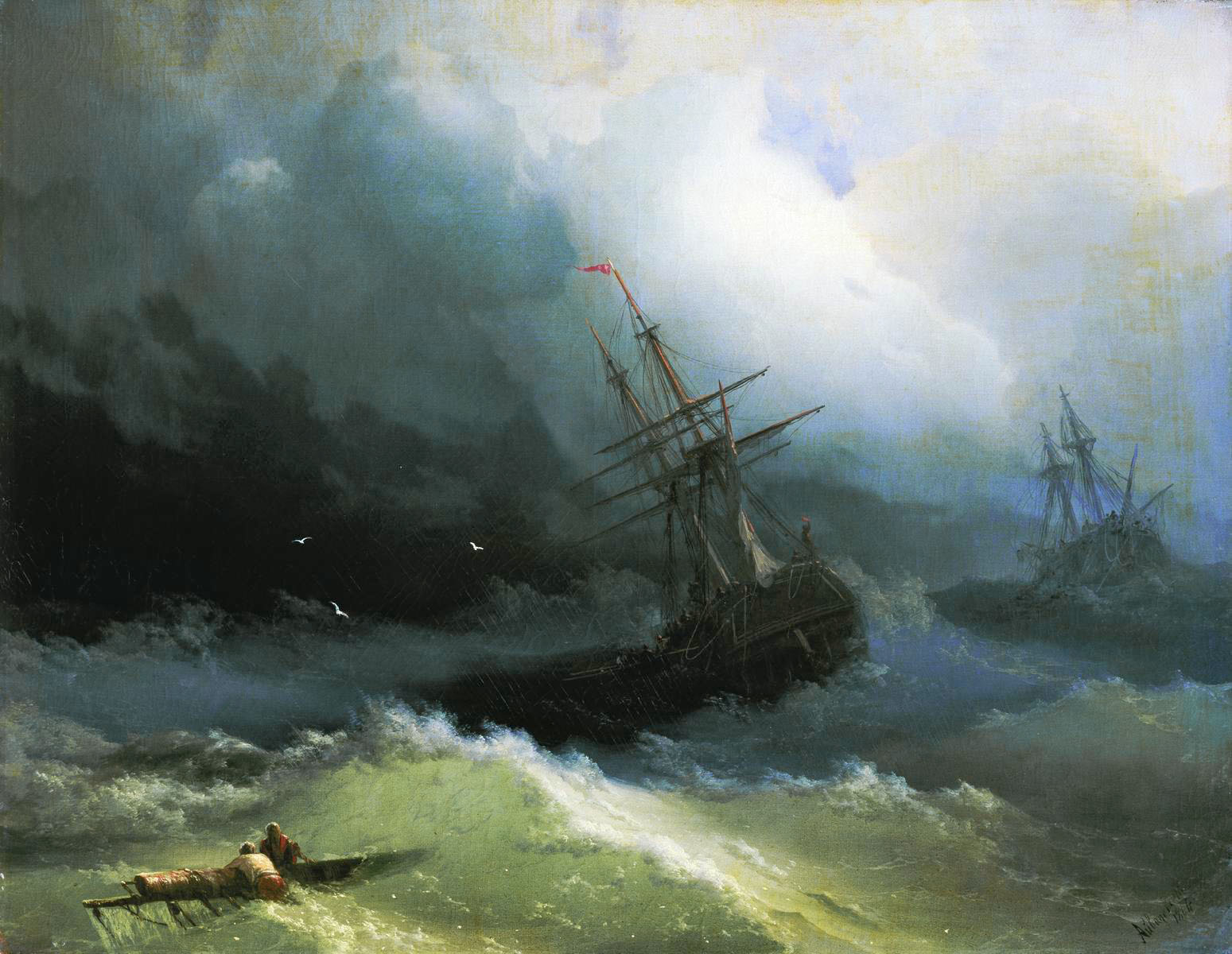
И. К. Айвазовский. «Корабли на бушующем море». 1866

Собрание Вятского художественного музея насчитывает более 22 тысяч произведений живописи, графики, скульптуры, декоративно-прикладного и народного искусства. Отдел Древнерусского искусства представлен произведениями иконописи конца XVI — начала XX вв., мелкой пластики XII—XVII вв., резной деревянной скульптуры XVI—XIX вв., лицевого шитья XVI — начала XX вв. и богослужебными облачениями XVIII — начала XX вв.
В экспозиции показаны работы высокого художественного уровня, известных художников, вошедших в историю не только отечественного, но и мирового искусства. Жемчужинами коллекции являются картины выдающихся мастеров XVIII — первой половины XIX вв. — портреты К. П. Брюллова, В. Л. Боровиковского, С. С. Щукина, В. А. Тропинина, А. Г. Венецианова, пейзажи С. Ф. Щедрина, Ф. М. Матвеева, М. Н. Воробьева.
Отечественное искусство второй половины XIX века большей частью представлено произведениями художников — передвижников: В. Г. Перова, И. И. Шишкина, В. М. Васнецова, И. Е. Репина, В. И. Сурикова и др. В коллекции музея также имеется картина И. К. Айвазовского «Корабли на бушующем море».
В искусстве конца XIX — начала XX веков развивались различные творческие объединения: «Мир искусства», «Союз русских художников», «Голубая роза», «Бубновый валет» и др. Произведения лучших представителей этих художественных содружеств — А. М. Васнецова, В. А. Серова, К. А. Коровина, А. Н. Бенуа, П. П. Кончаловского, И. И. Машкова, М. Ф. Ларионова — служат украшением экспозиции рубежа XIX—XX вв.
Русское искусство XX в. показано в поэтапном развитии: картины художников новейших течений дореволюционного периода, 20-30-х годов, периода войны, сурового стиля, современных авторов. Музей обладает монографическими коллекциями произведений уроженцев вятского края А. В. Исупова, М. А. Демидова, А. И. Деньшина, С. А. Лобовикова, Н. Н. Хохрякова, С. Н. Мезенцева.
Важной частью музейного собрания является отдел зарубежного искусства, в котором находятся живописные полотна и гравюры мастеров Голландии, Фландрии, Франции, Германии XV — начала XX вв. (А. Дюрера, Я. Фейта, Г. Роббера, О. Ахенбаха, Н. де Ларжильера, Ф. Валлотона и других).
Отдел декоративно-прикладного и народного искусства имеет коллекции лаковой миниатюры, фарфора, стекла, резной кости, дымковской игрушки, образцов ткани и набки. Обширно собрание вятских промыслов и ремёсел.
Коллектив музея стремится к ежегодному пополнению музейного собрания. Реставрация уникальных памятников искусства позволяет вводить в экспозицию подлинные шедевры, относящиеся к разным эпохам и национальным школам. Так, например, к столетию музея в 2010 году украшением зала, где представлено древнерусское искусство, станут иконы XV—XVI веков: «Благовещение с акафистом», «Огненное восхождение Ильи Пророка», «Никола Можайский» и др. Истинным подарком любителям искусства станет и возможность увидеть датирующийся IV веком до нашей эры греческий кратер, в настоящее время находящийся на реставрации в ВХНРЦ им. И. Э. Грабаря.
Благодаря участию музея в региональных, общероссийских и международных выставках, с одной стороны, раритеты из собрания музея предстали перед жителями многих российских и европейских городов, а с другой стороны, у вятчан появилась возможность знакомиться с коллекциями музеев России, не покидая родного города. Только в течение 2009 года в залах музея прошли выставки из фондов Государственной Третьяковской галереи («В. М. Васнецов»), Государственного Исторического музея («Сокровища Российского государства. Семь веков ювелирного искусства»), Государственного музея палехского искусства («Искусство Палеха»). В то же время музей стал участником целого ряда межрегиональных и международных проектов: «Футуризм. Италия — Россия» (ГМИИ им. А. С. Пушкина, Москва), «Княгиня М. К. Тенишева в зеркале Серебряного века» (ГИМ, Москва), «Алексей Исупов. Россия — Италия» (ГТГ, Москва), «Футуризм 100» (Музей современного искусства Тренто и Товерето, Италия), «Л. Попова и А. Родченко: два лица конструктивизма» (Тейт Модерн, Лондон, Великобритания), (Греческий государственный музей современного искусства, Фессалоники, Греция), (Национальный центр искусств королевы Софии, Мадрид, Испания) и др. Таким образом, музей успешно обрел региональное, общегосударственное и международное признание.
Большое внимание сотрудники музея обращают на изучение и пропаганду искусства родного края. Около половины открывающихся на музейных площадках выставок посвящены этой теме. Стало доброй традицией проведение музеем Всероссийского пленэра в селе Рябово Зуевского района. Уже три года «Васнецовский пленэр» в Рябово собирает на родине В. М. и А. М. Васнецовых живописцев и графиков из разных городов России.
Музей стремится к расширению сферы своих услуг, внедряя инновационные программы, проводя яркие, запоминающиеся мероприятия на различных музейных площадках: тематические занятия для детей и взрослых, экскурсии выходного дня, художественные паузы, интеллектуальные игры, мастер-классы, музейные уроки, творческие встречи с деятелями культуры и искусства, театрализованные представления, концерты.

## Филиалы

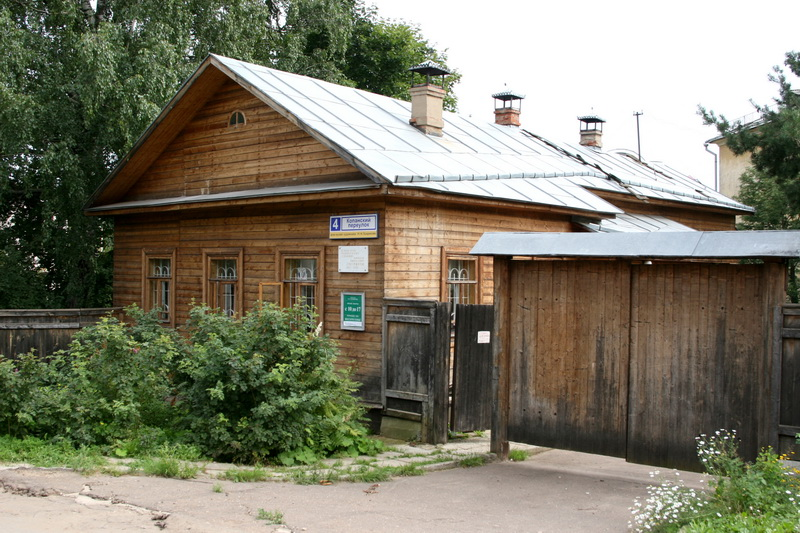
Музей-усадьба художника Н. Н. Хохрякова

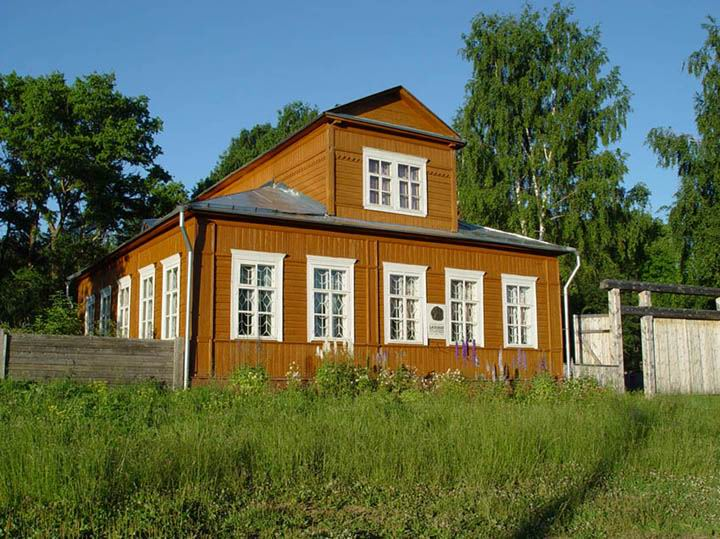
Музей-усадьба художников В. М. и А. М. Васнецовых

### Выставочный зал
Адрес: ул. Карла Либкнехта, д. 71.
В 1963 г. художественному музею для проведения передвижных выставок был передан один зал, а в 1985 г. после реконструкции был открыт большой, просторный выставочный зал. Здесь проходят разнообразные выставки современных художников, концерты, мастер-классы.

### Музей-усадьба художника Н. Н. Хохрякова
Адрес: Копанский переулок, д. 4.
Открыт в 1998 году. В музее-усадьбе действует постоянная мемориальная экспозиция. Вятский художественный музей хранит около 200 живописных работ художника, более 80 карандашных рисунков, офорты и 28 дорожных альбомов.

### Историко-мемориальный и ландшафтный музей-заповедник художников В. М. и А. М. Васнецовых «Рябово»
Адрес: Кировская область, Зуевский район, село Рябово, ул. Рябовская, д. 3.
Старинное небольшое село Рябово прославленно родом Васнецовых. С Рябово связаны детские и юношеские годы братьев — художников В. М. и А. М. Васнецовых. В их творчестве нашли отражение детские впечатления, вятская природа, самобытный уклад крестьянской жизни.
В 1981 году в родовом васнецовском доме был открыт мемориальный музей-усадьба. До наших дней сохранились ещё каменное здание земской школы, могилы родственников художников. Ландшафт рябовской земли является уникальным историческим памятником.
С 1 января 2008 г. музей-усадьба стал филиалом Кировского областного художественного музея. В экспозиции представлена родословная Васнецовых, портреты членов их семьи, воссозданы интерьеры гостиной, детской, кухни, передан старинный уклад сельской жизни. Экспонируются две живописные картины А. М. Васнецова и его литографии, а также копии картин с полотен В. М. и А. М. Васнецовых, печатные издания XIX века, копии исторических и архивных документов.

## Публикации
- Кировский художественный музей имени В. М. и А. М. Васнецовых / Сост. Горюнова Л. — «Белый город», 2003. — 64 с. — (Сокровища русского искусства). — 3000 экз. — ISBN 5-7793-0578-1
- Сергей Лобовников: Русский мастер художественной фотографии. Альбом. — Киров: Кировский областной художественный музей им. В. М. и А. М. Васнецовых, 1996. — 238 с.